# التصنيفات الدولية للبنان
فيما يلي الترتيب العالمي للبنان بحسب كل حقل :

## التركيبة السكانية
- الأمم المتحدة: عدد السكان ، في المرتبة 124 من أصل 223 البلدان
- كتاب حقائق العالم: التحضر في المرتبة 21 من أصل 193 بلدا[1]

## الاقتصاد
- وول ستريت جورنال و مؤسسة التراث: مؤشر الحرية الاقتصادية عام 2009 ، في المرتبة 95 من أصل 179 بلدا[2]
- البنك الدولي: مؤشر سهولة ممارسة الأعمال لعام 2009 ، في المرتبة 99 من بين 181 بلدا[3]
- صندوق النقد الدولي: الناتج المحلي الإجمالي للفرد 2015 ، في المرتبة 57 من أصل 179 بلدا
- البنك الدولي: الناتج المحلي الإجمالي للفرد الواحد عام 2014 في المرتبة 65 من أصل 170 دولة [4]
- كتاب حقائق العالم: الناتج المحلي الإجمالي للفرد الواحد عام 2013 في المرتبة 67 من 192 بلدا [5]

في عام 2009 مؤشر نوعية الحياة، لبنان في المرتبة 54 ( من 194 بلدا ) 
لبنان في المرتبة 35 كأكبر مصدر من تكنولوجيا المعلومات والاتصالات في تمكين الخدمات بين البلدان 173 

## التعليم
في التقرير العالمي لتكنولوجيا المعلومات المدرج من قبل المنتدى الاقتصادي العالمي لعام 2013، صنف لبنان الرابع عالميا في قائمة أفضل بلد في تعليم الرياضيات والعلوم، والعاشر في جودة التعليم.
اما جودة إدارة المدارس فهو في المرتبة 13 على مستوى العالم. هذه التصنيفات حددت على أساس استطلاع الرأي التنفيذي الذي نفذ كجزء من تقرير التنافسية العالمية للمنتدى الاقتصادي العالمي، وذلك على أساس الاقتراع لعينة من قادة الأعمال في كل بلد على حدة.
- الأمم المتحدة نسبة الالتحاق الإجمالية في عام 2005 ، في المرتبة 47 من بين 177 بلدا[10]
- برنامج الأمم المتحدة الإنمائي: معدل الإلمام بالقراءة والكتابة 2007/2008 ، في المرتبة 96 من بين 177 بلدا [11]

## التكنولوجيا
- المنظمة العالمية للملكية الفكرية: مؤشر الابتكار العالمي 2024، حل في المركز 94 من أصل 133 دولة[12]

## الجغرافيا

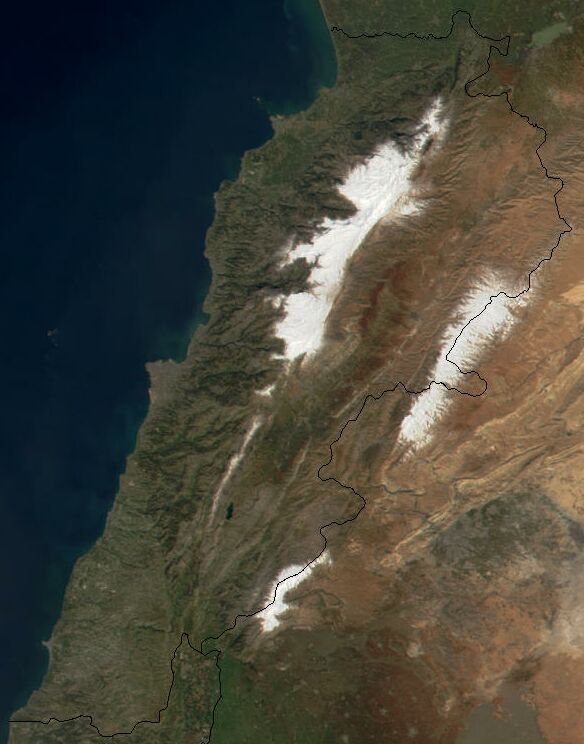
لبنان من الفضاء. الغطاء الثلجي يمكن ملاحظته في كل من سلسلة جبال لبنان الغربية والشرقية.

- المساحة الإجمالية في المرتبة 166 من أصل 233 البلدان والأقاليم النائية
- موارد المياه المتجددة في المرتبة 145 من بين 174 بلدا

## العسكرية
- كتاب حقائق العالم: النفقات العسكرية في المرتبة 78 من أصل 171 بلدا
- كتاب حقائق العالم: النفقات العسكرية كنسبة من الناتج المحلي الإجمالي في المرتبة 45 من بين 174 بلدا [13]

## السياسة
- الشفافية الدولية: مؤشر مدركات الفساد عام 2007 في المرتبة 99 من أصل 179 بلدا[14]
- مراسلون بلا حدود: مؤشر حرية الصحافة على مستوى العالم عام 2008 في المرتبة 66 من بين 173 بلدا
- مجلة ذي إيكونوميست EIU: مؤشر الديمقراطية عام 2008 في المرتبة 89 من أصل 167 بلدا[15]

## السياحة
نمو السياحة لعام 2009 ، لبنان جاء في المرتبة الأولى من 165 بلدا فحصت من قبل ( منظمة السياحة العالمية ) بزيادة قدرها 60% عن عام 2008.

## النقل
- السيارات للفرد الواحد في المرتبة 23 من أصل 140 دولة [16]